# Ятно
Ятно (пол. Jatno) — село в Польщі, у гміні Житно Радомщанського повіту Лодзинського воєводства.
У 1975—1998 роках село належало до Ченстоховського воєводства.